# William C. Lowe
William Cleland Lowe (15 ianuarie1941 – 19 octombrie2013) a fost coordonatorul proiectului care a dus la crearea IBM PC, precursorul calculatorelor personale utilizate în prezent pe scară largă.

## Biografie
A studiat fizica la Colegiul „Lafayette College” din Pennsylvania, pe care l-a absolvit în 1962. După terminarea studiilor, s-a alăturat echipei IBM ca inginer. 
În anul 1980 a devenit director al laboratoarelor Boca Raton de la IBM. Până la acel moment, IBM producea numai computere tip mainframe, extrem de mari și scumpe. În 1981, a încercat să convingă compania să încerce să producă și computere personale. Inițial, a încercat o colaborare cu compania Atari pentru acest proiect, dar cei de la IBM s-au opus acestei colaborări; în schimb, au acceptat colaborarea cu firmele Intel și Microsoft, mai puțin cunoscute la acel moment 
Computerul personal creat de IBM, cunoscut inițial sub denumirea de 5150:PC, a fost lansat în august 1981. Sistemul de operare era MS-DOS versiunea 1.0, de la Microsoft, iar microprocesorul Intel 8088 de la Intel. . Pretul computerului fără monitor era de 1.565 de dolari (circa 4.000 de dolari in banii actuali). Computerul s-a vândut în primul an în 250.000 de exemplare 
În 1988, a plecat de la IBM, pentru a se alătura companiei Xerox. În 1991 a devenit președinte al companiei Gulfstream, specializată în construcția de avioane. 
A decedat pe data de 19 octombrie 2013, în urma unui atac de cord. 